# IJsbrand Hettema
IJsbrand Hettema (Herwijnen, 16 september 1895 – Amsterdam, 15 februari 1964) was een Nederlandse arts volgens de natuurgeneeswijze. Tijdens de Tweede Wereldoorlog sloot hij zich aan bij de SS en vocht hij aan het Oostfront.
Hij was de zoon en het enige kind van Catharinus Hettema, onderwijzer en Petertje de Boer. In 1900 verhuisde het gezin van Herwijnen naar Hillegersberg en in 1904 naar Rotterdam, waar zijn vader hoofd van een MULO-school werd. IJsbrand Hettema studeerde geneeskunde aan de Gemeente Universiteit Amsterdam, waar hij op 20 oktober 1920 het diploma van arts kreeg uitgereikt.

## Werkzaamheden
In april 1921 vestigde hij zich als homeopathisch arts aan de Taludweg 7 A in Hilversum. In 1925 trad hij toe tot het hoofdbestuur van de Nederlandse Bond tot bestrijding van de Vivisectie  en in 1926 tot het hoofdbestuur van de Nederlandsche Vegetariërsbond. Hij was in januari 1928 een van de oprichters van de Nederlandse Vereeniging voor Natuurgeneeswijze, samen met filosoof en christen-anarchist Felix Ortt uit Soest en de Utrechtse psycholoog Wilhelm Tenhaeff.

## Natuurgeneeswijze
In 1932 opende hij de Wenagé-kliniek (Wetenschappelijke Natuurgeneeswijze-kliniek) in Den Haag, speciaal bedoeld voor de behandeling van reuma. In 1935 volgde een polikliniek voor natuurgeneeswijze aan de Schiekade 44 b in Rotterdam. Behalve in Hilversum en Rotterdam hield Hettema spreekuren in Den Haag, Amsterdam, Haarlem, Amersfoort, Utrecht, Gouda, Zwolle, Steenwijk en tot 1935 zelfs in Leeuwarden. De spreekuren hield hij meestal in een hotel in de buurt van het station, soms elke week, soms eens per twee weken of eens per maand.
Hettema gaf, naast zijn werk als arts, veel lezingen, aanvankelijk over vivisectie, later ook over vegetarisme, natuurgeneeswijze, gezond leven en gezonde voeding. Ook gaf hij cursussen natuurgeneeswijze en samen met zijn vrouw kookdemonstraties over moderne voeding. Daarnaast werd hij bekend door de publicatie van boeken over de onderwerpen gezond leven en gezond eten, onder andere in 1931 het boek Natuurgeneeskundige toepassingen thuis. Zijn landelijke bekendheid blijkt o.a. uit advertenties van bakkers die brood bakken volgens de voorschrift van Y. Hettema.

## Tweede Wereldoorlog
Hettema ging in 1927 in dienst en werd op 21 november 1928 bevorderd tot reserve-officier van gezondheid 1ste klasse (kapitein). Tijdens de Duitse invasie van Nederland in de meidagen van 1940 was Hettema gemobiliseerd en actief als dirigerend officier van Gezondheid 1ste klasse bij de 5de sectie van de IVe Verbandplaatsafdeling. Hij deed uitgebreid verslag van de activiteiten van deze Verbandplaatsafdeling.
Daarna hervatte hij zijn spreekuren. In 1942 maakte Hettema via advertenties in dagbladen bekend dat hij stopte met zijn spreekuren.  Op 14 oktober 1942 verscheen in o.a. Het Algemeen Handelsblad een geboorteadvertentie van een dochter, waaruit blijkt dat IJsbrand Hettema zich aan het oostfront bevond als Hauptsturmführer.

## Na de oorlog
Na de oorlog kwam hij terug naar Nederland en dook onder. Op oudejaarsavond 1948 werd hij in Amsterdam gearresteerd  en in april 1949 veroordeeld tot zes jaar gevangenisstraf. Die straf zat hij gedeeltelijk uit; in 1952 begon hij weer met een spreekuur, in Amsterdam aan de Linneausparkweg. Hij overleed op 15 februari 1964 in de leeftijd van 68 jaar.

## Privéleven
Op 21 april 1921 trouwde Hettema met Sara Meijer. Het paar kreeg twee dochters. Tien jaar later volgde een echtscheiding. Kort daarna trad Hettema in het huwelijk met Annie Sjieuwke Fennema. In dit huwelijk werden vier kinderen geboren. De oudste was Felix Ragnar Hettema (1931-2002). Dit huwelijk werd in 1946 ontbonden. In 1952 trouwde Hettema met verpleegster Paula Twelkemeijer.

## Oprichting Hettemakliniek door zoon Felix
In 1981 besloot Hettema’s zoon Felix Ragnar Hettema, na een positieve ervaring met de natuurgeneeswijze bij zijn dochter, het gedachtegoed van zijn vader nieuw leven in te blazen. Hij richtte de Dr Hettemastichting op en opende in Hilversum een gezondheidscentrum, dat hij naar zijn vader vernoemde. Hettema kreeg het echter aan de stok met de drogisterijbranche, waar in die tijd veel reformproducten werden verkocht. Hoofdredacteur M. A. C. Theunissen van het vakblad De Drogist beschuldigde Hettema van een spoor van faillissementen in de reformsector. Een journalist van het vakblad kwam bovendien achter het oorlogsverleden van Hettema sr. In de Hilversumse gemeenteraad werden vragen gesteld over de naam van het gezondheidscentrum. De gemeenteraad wilde niet de suggestie wekken achter Y. Hettema’s overtuiging te staan en besloot dat Hettema jr. het centrum een andere naam moest geven. Hettema weigerde aanvankelijk, maar ging uiteindelijk toch overstag. Zakelijk en persoonlijk ging het daarna niet goed met hem.